# 後藤静香 (社会教育家)
後藤 静香（ごとう せいこう、1884年8月19日 - 1969年5月15日）は、日本の社会教育家、社会運動家。

## 経歴
大分県出身。東京高等師範学校数学専修科を卒業後、長崎県立高等女学校、香川女子師範学校（現香川大学）で女子教育に従事する。教員時代に中学入試の参考書「算術倶楽部」を出版、ベストセラーとなる。修養団に傾倒し、その支部活動に参加するようになる。
後藤は竹田中学校に在学の頃、毎月、竹田町に大分市から伝道にきていたのを学友数名と共に会場の旅宿増田屋を訪れている。
伝道は英国の宣教師ウイックリーと日本人牧師・今田参（日本基督教団大分教会の初代牧師）。この二人から聖書の講義を聴き、キリスト教に心をひかれ、一粒の麦は、後藤の心に根を下し、キリスト教の信仰に入った。教会中心の信者としては、一貫しなかったが後藤の一生に大きい影響を与えたのは確かである。
やがて1918年（大正7年）、自ら修養雑誌「希望」を出版するために希望社（社会運動団体）を設立し、「のぞみ」「光の声」「泉の花」「大道」等の雑誌を発行するようになる。これらの雑誌は、啓蒙的な内容で、格言や偉人伝、寓話などをわかりやすく解説したもので、男も女も修養して、よりよい人間、社会に有益な人間にならねばならないと説くものであった。
代表作というべき『権威』（詩集とも、格言集とでもいうべきもの）は、百万部を発行したといい、青少年だけでなく、全国の教育者や労働者にも愛読された。
後藤は熱狂的な読者たちに支えられ、「希望社運動」と呼ばれる様々な社会活動を行った。その一例として「点字の普及」「ハンセン病患者救済」「エスペラント運動」「老人福祉」「関東大震災の一大救護活動」「アイヌ救済」「現代仮名遣いの普及」などがある。
やがて彼の元には全国から熱心な信奉者が訪れるようになるが、希望社の組織が大きくなり、事業が拡大されるにつれ、資金繰りに困るようになった。また青少年に勤労奉仕を行わせていたこともあり、社会的な批判も高まった。そんな最中に、後藤はスキャンダルに巻き込まれる。狂信的な一女性読者が後藤の女性関係について新聞社にリークしたものであったが、それにより資金繰りはさらに悪化。神のように慕われていた後藤だけに、そのダメージは大きかった。さらに追い打ちをかけるように読者に詐欺罪で訴えられ、希望社と後藤の名は失墜する。
1933年（昭和8年）、希望社は解散。1935年（昭和10年）7月20日、後藤は希望社の社屋を二重三重に抵当に入れて7万円をだましとった詐欺で一審の東京地方裁判所は懲役10月執行猶予2年の有罪判決、同年12月29日の二審の東京控訴院では懲役8月執行猶予2年の有罪判決。これにより正八位返上を命じられ、大礼記念章（大正/昭和）を褫奪された。
後藤はその後も「心の家」を主宰して、その生涯を社会教育に捧げた。その一例は、点訳奉仕運動を提唱したこと。1943年（昭和18年）には木造2階建て、わが国初の点字図書館棟が落成。そこに古今東西の名著が次々に点字図書となって蔵書に加わった。それを現在の「日本点字図書館」に創立者・本間一夫館長が発展させた。
現代においても、長嶋茂雄や松坂大輔のように、彼の残した格言を愛する人は多い。墓所は多磨霊園(5-1-51)